# Vườn quốc gia Stokes
Vườn quốc gia Stokes là một vườn quốc gia ở Tây Úc, Úc, 538 km về phía đông nam Perth.
Vườn quốc gia có cư ly 80 kilômét (50 mi) về phía tây Esperance ở bờ biển phía nam. Diện tích là 9.726 hécta (24.030 mẫu Anh) không bao gồm 16 ha (40 mẫu Anh) thuộc Moir lịch sử.